# Batavia Road
Batavia Road fue un barco de pasajeros utilizado desde 1946 para operaciones turísticas comerciales en Houtman Abrolhos, un grupo de islas frente a la costa de Australia Occidental.

## Hundimiento
El 13 de junio de 1948, un ciclón azotó a Houtman Abrolhos y el Batavia Road fue arrastrado a tierra en Wreck Point, cerca del arrecife Half Moon, y estuvo a punto de hundirse. Los turistas ayudaron a la tripulación a salvar el barco y a fabricar un timón de repuesto y, gracias a la ayuda de los pescadores, pudieron hacer el viaje de regreso a Geraldton. Las reparaciones fueron extensas y el barco volvió a estar en servicio en agosto de 1948.
Gaze finalmente cerró su operación turística en 1951.
Más tarde, el Batavia Road pasó a otros propietarios y se hundió en unas rocas a 32 km al norte de Geraldton el 25 de enero de 1974.
Un fondeadero en la isla Pelsaert se llama Batavia Road.